# Necșești (gmina)
Necșești – gmina w Rumunii, w okręgu Teleorman. Obejmuje miejscowości Belciug, Gârdești i Necșești. W 2011 roku liczyła 1306 mieszkańców. 